# Klaas Rienks
Klaas Arjens Rienks  (Oostereind, 15 juni 1898 – Leeuwarden, 24 januari 1973) was civiel ingenieur.   

## Biografie
Rienks werkte na zijn studie aan de Technische Hogeschool Delft vanaf 1930 bij de gemeente Leeuwarden, sinds 1947 bij Provinciale Waterstaat van Friesland, (vanaf 1960 als hoofdingenieur); tot 1967 adviseur Monumentenzorg van Gedeputeerde Staten, bestuurslid van It Fryske Gea, Vereniging voor Terpenonderzoek, de Bond Heemschut en Vereniging De Hollandsche Molen.  
Hij was eindredacteur van het Friestalige Frysk Tinkboek Leeuwarden 1435-1935 dat tot stand kwam doordat Friese bijdragen voor het Nederlandstalige gedenkboek werden afgewezen. Hij schreef met jr. G.L. Walther het standaardwerk Binnendiken en Slieperdiken yn Fryslân (2 delen, 1954)  en met zijn vrouw bijdragen in De Alderhelljenfloed fan 1570 (1970). In 1958 schreef hij De dijken in Friesland, alsmede hun beheer en onderhoud tot circa 1500. 